# Corine Hartman
Corine Hartman (Den Haag, 1964) is een Nederlandse schrijfster.
Corine Hartman heeft van 1994 tot 2005 een eigen reclamebureau gehad waar ze als tekstschrijver en vormgever actief was. Daarnaast heeft ze een opleiding aan de Schrijversvakschool in Amsterdam gevolgd. Ze studeerde in 2004 af op het gebied van scenarioschrijven.

## Onderscheidingen
- MAX Gouden Vleermuis 2023, oeuvreprijs[1]
- Nominatie De Gouden Strop 2023 voor De dode die niet werd gemist
- Storytel Onderscheiding 2022 voor Hij volgt je, ter ere van 50.000 luisteruren
- Storytel Award 2021 voor Hij volgt je, best beluisterde Storytel Original van dat jaar
- Nominatie oeuvreprijs De Gouden Vleermuis 2019 t/m '22
- Nominatie Storytel Award 2020 voor In dichte mist
- Longlist De Gouden Strop 2017 voor Sluipend gif en Zwarte weduwe
- Longlist Gouden Strop 2016 voor Doodskopvlinder
- Shortlist Gouden Strop 2014 voor Zielloos
- Shortlist Gouden Strop 2013 voor Bloedlijn
- Longlist Diamanten Kogel voor Bloedlijn en Doodskopvlinder
- Hebban Award voor Bloedlijn (beste Nederlandstalige thriller 2013)
- Hebban Award voor Als de dood (beste Nederlandstalige thriller 2011)